# Каменно-Бродский (Константиновский район)
Ка́менно-Бро́дский — хутор в Константиновском районе Ростовской области России.
Входит в состав Почтовского сельского поселения.

## Население
| 2010 |
| ---- |
| 26   |

## Улицы
- пер. Верхний,
- пер. Заречный,
- ул. Набережная,
- ул. Речная,
- пер. Садовый.
- ул. Центральная.

## Известные уроженцы
- Першиков, Фёдор Фёдорович (1909—1958) — советский военнослужащий, старший сержант, Герой Советского Союза.